# Mark Tornillo
Mark Tornillo (Brielle, 8 giugno 1954) è un cantante statunitense.
Ha lavorato con il gruppo heavy metal TT Quick e successivamente è entrato a far parte della band tedesca Accept, a partire dal 2009.

## Discografia

### TT Quick
- 1984 - TT Quick (EP)
- 1986 - Metal of Honor
- 1990 - Sloppy Seconds
- 1992 - Thrown Together (live)
- 2000 - Ink

### Accept
- 2010 - Blood of the Nations
- 2012 - Stalingrad (Brothers in Death)
- 2014 - Blind Rage
- 2017 - The Rise of Chaos
- 2021 - Too Mean to Die
- 2024 - Humanoid